# Brava TV
Brava TV a fost primul canal gastronomic autohton de televiziune din România.
Canalul s-a lansat pe 4 iunie 2008 prin satelit dar din cauza problemelor economice și-a încetat emisia pe 20 septembrie 2009.